# Associação dos Quadrinhistas e Caricaturistas do Estado de São Paulo
Associação dos Quadrinhistas e Caricaturistas do Estado de São Paulo (AQC-ESP), originalmente chamada Associação dos Autores de Quadrinhos e Cartuns (AAQC) é uma associação fundada em 1984 que reúne os profissionais que trabalham com histórias em quadrinhos e humor gráfico. Sua criação contou com artistas como A AQC era formada por João Gualberto Costa, o Gual, e José Alberto Lovetro, o Jal, Franco de Rosa, Worney Almeida de Souza,Fortuna, Henfil, Jayme Leão, Chico Caruso, Maringoni, Bira Dantas entre outros. A principal motivação para a criação da associação foi o lobby das editoras brasileiras contra o projeto de lei do então deputado federal Jorge Paulo (PDT) que propunha que as editoras e jornais publicassem 50% de seu material de quadrinhos de autores nacionais.
Uma das principais realizações da AQC-ESP foi a definição do dia 30 de janeiro como Dia do Quadrinho Nacional (essa data foi escolhida porque, em 30 de janeiro de 1869, Angelo Agostini publicou a primeira página da série As Aventuras de Nhô Quim ou Impressões de Uma Viagem à Corte, então considerada a primeira HQ brasileira).
Em 1984, a AQC ganhou o Prêmio Vladimir Herzog na categoria "Ilustração" pelo boneco que representava Teotônio Vilela e que fez parte do comício pelas Diretas Já ocorrido em 16 de abril de 1984 em São Paulo. O boneco, criado por Jal, foi ainda levado a Brasília e colocado no Salão Negro do Congresso Nacional, participando depois da campanha pelas Diretas Já na cidade. Por fim, foi entregue à Fundação Teotônio Vilela, para ficar em exposição no Memorial criado para o político em Alagoas.
A associação também criou o Prêmio Angelo Agostini, a mais antiga premiação exclusiva de quadrinhos do Brasil, cuja primeira cerimônia ocorreu em 30 de janeiro de 1985.
Em 2011, começou a publicar a revista digital de quadrinhos independente Picles e, em 2017, fez uma parceria com a editora Criativo para o lançamento do livro Sketch Book — Um tributo a Rodolfo Zalla, em homenagem a esse importante quadrinista argentino radicado no Brasil.